# Минерва (фрегат, 1771)
«Мине́рва» — 32-пушечный парусный фрегат русского флота. Был переделан из пленённого турецкого судна и вошёл в состав Балтийского флота. Участвовал в Первой Архипелагской экспедиции во время Русско-турецкой войны 1768—1774 годов.

## История службы
Турецкое судно было взято в плен в Архипелаге и в 1771 году, после переделки, было введено в состав Балтийского флота в качестве 32-пушечного фрегата. 18 (29) марта 1771 года фрегат пришёл в Аузу, а в 1771—1773 годах с отрядами крейсировал у Дарданелл, совершая заходы в Аузу. В январе-феврале 1774 года фрегат ходил в Ливорно, а 6 (16) марта вышел из Аузы в Россию и 30 июля (10 августа) прибыл в Кронштадт. Из Кронштадта корабль перешёл в Ревель, где на его борт поднялись гардемарины и солдаты Морского батальона, с которыми «Минерва» вышла обратно в Кронштадт.
Ночью 11 (22) октября в финских шхерах в условиях тумана из-за ошибки в счислении фрегат наскочил на камни у острова Энскер (в 19 милях от пункта, где он должен был находиться в то время). В результате крушения из 164 человек экипажа погибли 95. Командир покинул корабль в числе первых. Спасшиеся добрались до острова на двух шлюпках и обломках фрегата. На острове им пришлось провести без пищи и воды четверо суток. Командира фрегата Воейкова судили и разжаловали в матросы «до выслуги».

## Командиры
Командиром корабля служили:
1. С 1771 по август 1774 года — Р. К. Дугдаль
2. С августа 1774 года — А. Г. Воейков